# Rosa Chávez
Rosa María Chávez Juárez, más conocida como Rosa Chávez, es una poeta, actriz y gestora cultural guatemalteca, perteneciente a los pueblos maya k’iche' y kaqchiquel. Entre su obra literaria, en la que revitaliza su lengua original, el maya k'iche', se encuentran: Casa solitaria (Guatemala, 2005), Piedra (Guatemala, 2009; Costa Rica, 2009) y Los dos corazones de Elena Kame (Argentina, 2009).   

## Trayectoria
Explora el tópico de la identidad cultural y de género, desde un punto de vista realista y sin adornos. En su activismo genera consciencia, lo hace fuera de la visión del mundo mercantilista para un público de mujeres indígenas campesinas de regiones zapatistas, mexicanas y extranjeras. Participó en el I Encuentro Internacional Político, Artístico, Deportivo y Cultural de Mujeres que Luchan (organizado por las mujeres del Ejército Zapatista de Liberación Nacional). 
La poeta transmite la importancia de las raíces en regiones en donde la población indígena es mayoritaria pero sus derechos son constantemente pisoteados.
Florencia Goldsman dice sobre Chávez que:

cuando habla, escribe y comparte poesía transmite la fuerza del nahual, ese ser ser sobrenatural que tiene la capacidad de tomar forma animal. Rosa propone mutar en “jaguaras” o “coyotas”, cambiar de forma por las noches. Aun con la riqueza de imágenes antropomórficas no es difícil imaginar a Rosa en la tranquilidad de su jardín, tomando largos desayunos en pijama y leyendo, sus actividades predilectas cuando consigue abrirse tiempo para el autocuidado.

## Obra
Su obra aparece en distintas revistas, obras de teatro, memorias y antologías de poesía en Latinoamérica, Europa y Estados Unidos. Parte de su obra ha sido traducida al inglés, francés, alemán y noruego.
- Casa Solitaria (Guatemala, 2005)
- Piedra (Guatemala, 2009; Costa Rica, 2009)
- Los dos corazones de Elena Kame (Argentina, 2009)
- Ri u'k'ux ri ab'aj / El corazón de la piedra (Venezuela, 2010)
- Quitapenas (Guatemala, 2010)
- AWAS secretos para curar (Guatemala, 2014)
- Abya Yala (Guatemala, 2017)[3]

### Antologías
- Hijas de Latinoamérica.Una antología global, HarperCollins, USA 2023
- Daughters of Latin America: An International Anthology by Latine Women,  HarperCollins, USA, 2023
- Memorias del Festival de Poesía de Medellín (Colombia, 2006)
- Las Palabras y el deseo. Antología mínima de poesía guatemalteca (Guatemala, 2006)
- Libro Abierto, Arte Contemporáneo en Guatemala, Proyecto Mosaico (Guatemala, 2006)
- Antología El Vértigo de los Aires, Poesía Latinoamericana 1974-1985 (México, 2007)
- Los cantos ocultos. Poesía Indígena latinoamericana (Chile, 2007)
- Aldeas mis ojos. 10 poetas guatemaltecos después de postguerra (Guatemala, 2007)
- Adornos de papel. Memorias  del Festival Internacional de Poesía de Quetzaltenango (Guatemala, 2008)
- Con mano de mujer. Antología de poetas contemporáneas de América Central 1970-2008 (Costa Rica, 2008).[4]